# مارك برودهيرست
مارك برودهيرست (20 يونيو 1974 - ) (بالإنجليزية: Mark Broadhurst)‏ هو لاعب كريكت بريطاني.